# William Sweeney
William John Sweeney, né le 5 janvier 1950, est un compositeur écossais.

## Biographie
Né à Glasgow, il étudie la clarinette et la composition musicale à la Royal Scottish Academy of Music and Drama de 1967 à 1970 et à la Royal Academy of Music de 1970 à 1973 auprès d'Alan Hacker et Harrison Birtwistle. Il poursuit l'apprentissage des instruments à vent et de la composition à l'université de Glasgow. Il est d'abord influencé par l'avant-garde européennes, particulièrement Karlheinz Stockhausen, bien qu'il revient à la composition tonale au milieu des années 1970.
Son œuvre est fortement influencée par la musique traditionnelle écossaise. Il utilise en particulier le style hétérophonique de chant gaélique de psaumes et la forme piobaireachd ; il fait varier les mélodies par l'ornementation, comme dans le pibroch traditionnel. Il modifie les couleurs de ton des instruments par des doigtés de substitution. Il admire profondément la musique de Leoš Janáček. Il a également abordé la conciliation de la musique classique et traditionnelle avec le jazz, emploie des techniques d'improvisation et combine parfois les deux idiomes. Il est influencé par la poésie du grec ancien ainsi que par les traditions indiennes et arabes dans son utilisation de l'ostinato et autres techniques de répétition variée.
En 2011, sa sonate pour violoncelle et piano (composée en 2010) remporte le prix des compositeurs britanniques dans la catégorie « Duo ou solo instrumental ».

## Œuvres (sélection)

### Opéra
- 1997 : An Turus, opéra en 3 actes; livret d'Aonghas MacNeacail (en)

### Orchestre
- 1984 : Maqam
- 1985 : Glasgow
- 1986 : Sunset Song
- 1987 : Cumha
- 1989 : Seann Orain
- 1990 : Air, Strathspey and Reel
- 1990 : Concerto Grosso, pour 9 clarinettes, cordes et timbales
- 1991 : St. Blane's Hill
- 1991 : A Set for the Kingdom, pour orchestre à cordes
- 1993 : October Landscapes
- 1993 : Birth/Procession
- 1996: The Lost Mountain (A-bheinn Air Chall), pour orchestre d'harmonie
- 1996 : Sweeney Astray

### Concertant
- 1981: Ceol-Beag, pour violoncelle et orchestre
- 1989 : An rathad ùr, pour saxophone et orchestre

### Musique de chambre
- 1981 : Quatuor à cordes
- 1982 : Trio pour clarinette, alto et piano
- 1985 : Sonate pour alto, marimba et claves
- 1987 : Sweeney Astray, pour 2 clarinettes, ou clarinette et alto, 2003
- 2004-2007 : Quatuor à cordes no 3
- 2010 : Sonate pour violoncelle et piano
- The Ballad of the Cat and the Ram, pour violon et piano

### Chœur
- 1987 : Salm an Fhearainn
- 1988 : An Seachnadh
- 1990 : I Will Wait
- 1992 : Two Lyrics
- 1998 : Airc an dualchais

### Multimédia
- 2012 : Tantallon! These Lands, This Wall

### Chants
- 1977 : 3 Poems from Sangschaw
- 1988 : The Heights of Macchu Picchu
- 1989 : El Pueblo
- 1992 : A Drunk Man Looks at the Thistle
- 1993 : An Coilltean Ratharsair (The Woods of Raasay)
- 1994 : Seeking Wise Salmon
- 1999 : All That Came in That One Coracle